# Amor prohibido (canción de Selena)
«Amor prohibido» es una canción interpretada por la cantante estadounidense Selena, incluida en su quinto álbum de estudio del mismo nombre. La compañía discográfica EMI la publicó como el primer sencillo del disco en 1994. Fue escrita por Selena Quintanilla y Pete Astudillo. El vídeoclip de dicha canción fue grabada en las montañas de las cotorras a 12 kilómetros al sur de Tuxtla Gutiérrez, Chiapas, ya que dicha cantante siempre quiso grabar ahí. Amor prohibido es conocida como una de sus canciones más representativas. La canción recibió los premios "Regional Mexican Songs of The Year" (Canción regional mexicana del año) en el 1995 y el "Premio Lo Nuestro".

## Información
La canción alcanzó la fama en 1994. De acuerdo con la cantante, la temática de la canción está inspirada en su romance con una persona de clase social inferior, y la similitud con la historia de amor de sus abuelos. El 30 de marzo de 2012 se lanzó una versión en balada pop-rock de tema interpretado por Samo a dueto con Selena de forma virtual para el disco Enamorada de ti. El tema alcanzó el puesto 8 de Latin Pop Songs y 23 en la lista Hot Latin Songs de Billboard e interpreta el tema, como un tributo a la cantante, por primera vez en vivo en los Billboard Latin Music Awards 2012.
Esta canción fue versionada cuatro veces, una por la cantante Thalía para su disco El sexto sentido, otra versión en rock por la banda de rock mexicana Moderatto, el cantante chileno radicado en los Estados Unidos Américo hizo su propia versión (en cumbia y salsa) de esta canción para su primer disco internacional homónimo y la cuarta versión la interpretó la cantante y actriz Ivonne Montero.

## Listas

### Posiciones
| País           | Lista                                       | Mejor posición |
| -------------- | ------------------------------------------- | -------------- |
| Estados Unidos | US Billboard Hot Latin Tracks               | 1              |
| Estados Unidos | US Billboard Latin Regional Mexican Airplay | 5              |
| Noruega        | Norwegian Caliente Latin Ballads 6          | 6              |
| México         | Mexican Single Chart                        | 1              |
| Argentina      | Argentina Single Chart                      | 1              |
| Chile          | Chile Top 40                                | 1              |
| Colombia       | Report Colombia ASINCOL                     | 1              |
| Venezuela      | Top Singles 50 Reports                      | 6              |

| País           | Lista                       | Mejor posición |
| -------------- | --------------------------- | -------------- |
| Estados Unidos | Latin Pop Songs - Billboard | 8              |
| Estados Unidos | Hot Latin Songs - Billboard | 23             |
| México         | iTunes Música Latina México | 73             |

### Anuales
| País   | Lista                   | Mejor posición |
| ------ | ----------------------- | -------------- |
| México | TOP 2012 Spanish AC/POP | 48             |